# Temprana de Liáns
Temprana de Liáns es el nombre de una variedad cultivar de manzano (Malus domestica). Esta manzana es originaria de Galicia, está cultivada en la colección de árboles frutales y banco de germoplasma de Mabegondo con el Nº 16; ejemplares procedentes de esquejes localizados en Santa Eulalia de Liáns, parroquia del municipio de Oleiros (La Coruña).

## Sinónimos
- "Manzana Temprana de Liáns",[4][5]
- "Maceira Temprana de Liáns".

## Características
El manzano de la variedad 'Temprana de Liáns' tiene un vigor vigoroso, productivo. Tamaño grande y porte erguido.
Época de inicio de brotación a partir del 4 de abril y de floración a partir de 23 de abril.
Las hojas tienen una longitud del limbo de tamaño corto, con la máxima anchura del limbo media. Longitud de las estípulas es media y la máxima anchura de las estípulas es desconocida. Denticulación del borde del limbo es ondulado, con la forma del ápice del limbo acuminado y la forma de la base del limbo es agudo. Con subestípulas presentes.
Sus flores tienen una longitud de los pétalos media, anchura de los pétalos es media, disposición de los pétalos en contacto entre sí, con una longitud del pedúnculo media.
La variedad de manzana 'Temprana de Liáns' tiene un fruto de tamaño pequeño, de forma globoso-cónica, de color bicolor, con chapa a rayas, y de intensidad media. Epidermis de textura suave, sin pruina en su superficie, y con presencia de cera débil. Sensibilidad al "russeting" (pardeamiento áspero superficial que presentan algunas variedades)  muy poco sensible. Con lenticelas de tamaño medianas.
Los sépalos están dispuestos de forma completamente replegados, y libres en su base; su fosa calicina es muy profunda de una anchura ancha. Pedúnculo de grosor medio y de longitud largo, siendo la cavidad peduncular de una profundidad profunda y de anchura ancha. Con pulpa de color blanca, de firmeza es intermedia y textura intermedia; su jugosidad es intermedia con sabor de acidez media, y aromática.
Época de maduración y recolección a partir del 15 de agosto. 'Temprana de Liáns' es una manzana que su destino es la conservación de esta variedad en el banco de germoplasma de Mabegondo como reserva genética.

## Susceptibilidades
- Oidio: ataque débil
- Moteado: no presenta
- Raíces aéreas: no presenta
- Momificado: ataque débil
- Pulgón lanígero: no presenta
- Pulgón verde: no presenta
- Araña roja: no presenta
- Chancro del manzano: no presenta[3]